# Katharine Keats-Rohan
Katharine Stephanie Benedicta Keats-Rohan (* 1957) ist eine britische Historikerin. Sie arbeitet am Linacre College der Universität Oxford in ihrem Spezialgebiet Prosopographie als Leiterin des Instituts (seit 1993). Gemeinsam mit Christian Settipani etablierte sie als Herausgeberin die Zeitschrift „Prosopographica et Genealogica“. 2002 wurde sie Fellow der Royal Historical Society. 2003 gründete sie eine Zusammenarbeit mit der Universität Trier, das „Netzwerk Interferenzonomastik“ (NIO) (Network for Research on Interference and Interculturalization in Onomastics).

## Werke (Auswahl)
- als Herausgeberin: Family Trees and the Roots of Politics. The Prosopography of Britain and France from the Tenth to the Twelfth Century. Boydell Press, Woodbridge u. a. 1997, ISBN 0-85115-625-8.
- mit David E. Thornton: Domesday Names. An Index of Latin Personal and Place Names in Domesday Book. Boydell Press, Woodbridge u. a. 1997, ISBN 0-85115-429-8.
- Domesday People. A Prosopography of Persons Occurring in English Documents, 1066–1166. Band 1: Domesday Book. Boydell Press, Woodbridge u. a. 1999, ISBN 0-85115-722-X (Band 2 als: Domesday Descendants. 2002).
- Prosopography of Post-Conquest England. The Continental Origin of English Landowners, 1066–1166. Oxford University Press, Oxford u. a. 1999, ISBN 0-19-268754-9.
- als Herausgeberin mit Christian Settipani: Onomastique et Parenté dans l'Occident médiéval. Unit for Prosopographical Research, Oxford 2000, ISBN 1-900934-01-9.
- Domesday Descendants. A Prosopography of Persons Occurring in English Documents, 1066–1166. Band 2: Pipe Rolls to Cartae Baronum. Boydell Press, Woodbridge u. a. 2002, ISBN 0-85115-863-3 (Band 1 als: Domesday People. 1999).
- als Herausgeberin: Resourcing Sources. Texts, Technology and Prosopography (= Prosopographica et Genealogica. Bd. 7). Prosopographica et Genealogica, Oxford 2002, ISBN 1-900934-06-X.
- als Herausgeberin: The Cartulary of the Abbey of Mont-Saint-Michel. Shaun Tyas, Donington 2006, ISBN 1-900289-69-5.
- Prosopography Approaches and Applications. A Handbook (= Prosopographica et Genealogica. Bd. 13). Prosopographica et Genealogica, Oxford 2007, ISBN 978-1-900934-12-1.